# غليندا موريخون
غليندا إستيفانيا موريخون كينيونيز (من مواليد 30 مايو 2000) هي لاعبة سباق مشي إكوادورية فازت بسباق 5000 متر في بطولة العالم لألعاب القوى تحت 18 سنة عام 2017، لتصبح ثاني رياضية إكوادورية تحقق ذلك. على الرغم من فوزها بأربع مسابقات دولية، إلا أنها اعتبرت رياضية بديلة لدورة الألعاب الأولمبية الصيفية 2020 في طوكيو، في عام 2019 تمت ترقية غليندا موريخون إلى خطة الأداء العالي ضمن البرنامج التنافسي الأولمبي من وزير الرياضة في الإكوادور، شاركت في سباق المشي لمسافة 20 كيلومترًا للسيدات لكنها لم تكمل. احتلت المركز السادس في سباق المشي لمسافة 20 كم للسيدات وحصلت على الميدالية الفضية مع بريان بينتادو في سباق ماراثون المشي التتابع المختلط في دورة الألعاب الأولمبية الصيفية 2024.